# Riu Okanogan
El riu Okanogan (conegut com a riu Okanagan al Canadà) és un afluent del riu Columbia, que té 185 km de llargada, i va del sud de la Colúmbia Britànica fins al centre nord de l'estat de Washington. Drena un altiplà pintoresc anomenat la vall d'Okanagan, que es troba a l'est de la Serralada de les Cascades. La part canadenca del riu ha estat canalitzada des de mitjans de la dècada de 1950.

## Curs
El riu Okanagan neix a la Colúmbia Britànica, a l'extrem sud del llac d'Okanagan, que es troba al costat nord de la ciutat de Penticton. Flueix cap al sud passant per Penticton, a continuació travessa el llac Skaha, passa per Okanagan Falls, travessa el llac Vaseux, i passa per Oliver i Osoyoos, per on travessa el llac Osoyoos, el qual s'estén a banda i banda de la frontera entre el Canadà i els Estats Units. Surt del llac per Oroville, a la ribera sud del llac, al Comtat d'Okanogan. A la frontera, el nom del riu (i de la regió i també el de les Okanagan Highland) canvia d'Okanagan a Okanogan. El cabal mig anual del riu en aquest punt és de 18,2 m³/s.
Des d'Oroville el riu Okanogan es dirigeix cap al sud a través del Comtat d'Okanogan, passant per Okanogan i Omak. Conforma la frontera oest de la Reserva Índia de Colville. El riu Okanogan desemboca al riu Columbia pel nord, a 8 km a l'est de Brewster, entre la presa Wells i la presa Chief Joseph. L'embassament de la presa de Wells, en el qual el riu Okanogan aboca les seves aigües, s'anomena llac Pateros.

## Afluents

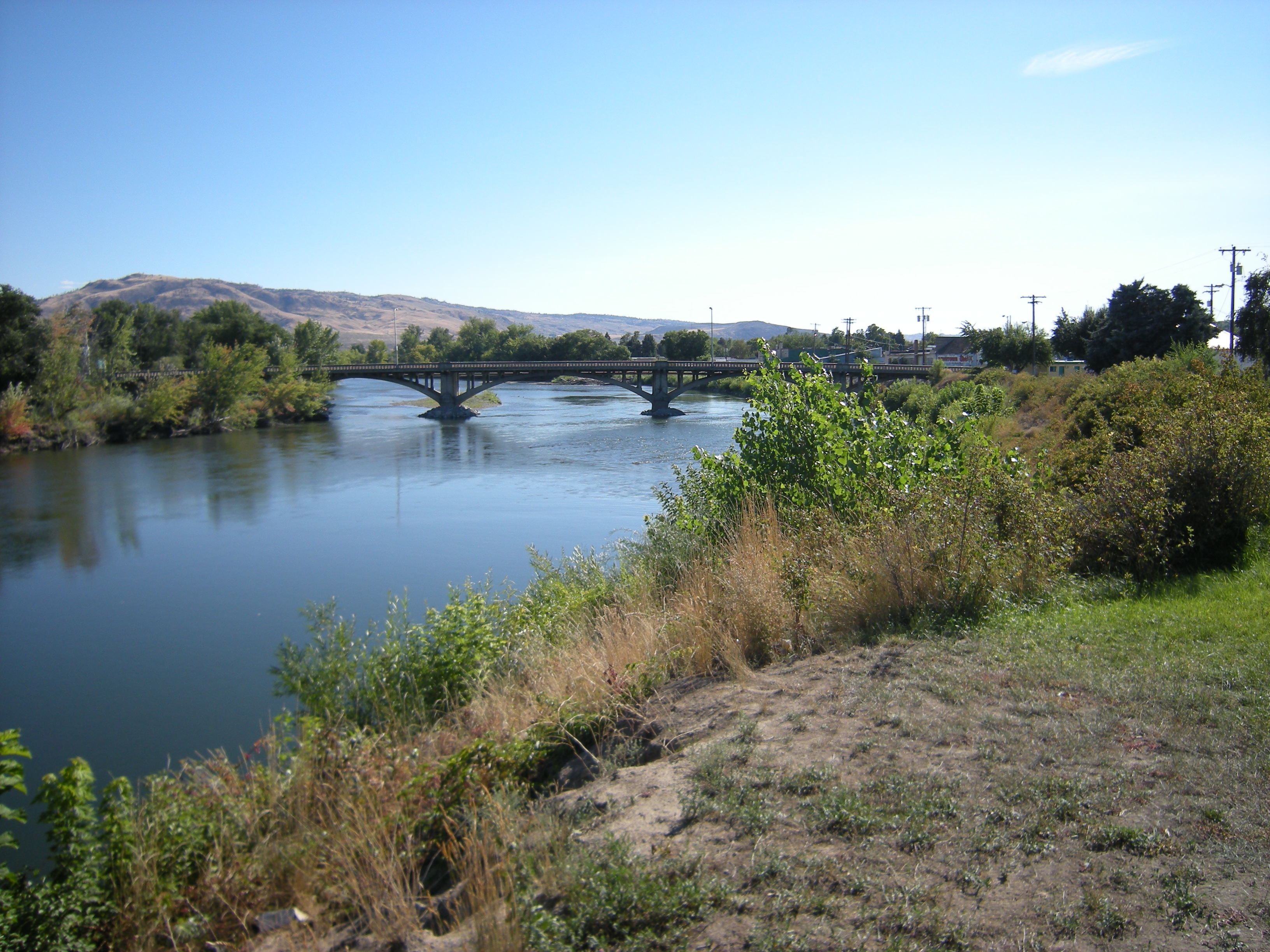
El riu a Omak, a l'estat de Washington.

El riu Okanogan rep al riu Similkameen per l'oest prop d'Oroville. També rep per l'est a l'Omak Creek prop d'Omak, al Tonasket Creek prop d'Oroville i al Bonaparte Creek a Tonasket, el qual prové del llac Bonaparte prop de Wauconda. Ocasionalment rep les aigües del Salmon Creek a Okanogan, encara que gran part de l'any les seves aigües són desviades per regadiu.

## Història
El riu rep el seu nom del topònim Okanagan (o Syilx) [ukwnaqín]. El nom va ser posteriorment aplicat al propi poble Syilx. Els primers mapes de la Era del comerç de pells mostra el riu Okanagan com el "riu Caledonia", un nom conferit, ja que era la ruta que connectava el Districte de Colúmbia i el Districte de Nova Caledonia (la qual comença al nord del llac Okanagan).
El Fort Okanogan, un lloc de comerç de pells obert per la Companyia de Pells del Pacífic (PFC) a finals de 1811, estava situat a la confluència del riu amb el riu Colúmbia. La aïllament i la pressió causada per la Guerra anglo-americana van forçar al PFC a vendre les seves propietats i actius als seus rivals canadencs, la Companyia del Nord-oest (NWC). Posteriorment, el 1821, la NWC es va fusionar amb la Companyia de la Badia de Hudson, la última companyia que va tenir presencia a Fort Okanogan fins a la dècada de 1850.
Durant la Febre de l'or del canyó del Fraser, grups de miners armats, sovint en conflicte amb els natius de la regió, van viatjar per la ruta Okanagan i la ruta Similkameen, a través del riu. Quan van cessar les hostilitats, la ruta va continuar sent important com la pota sud de la ruta de la Febre de l'or del altiplà Cariboo, coneguda aleshores pel seu nom de la Era del comerç de pells com la ruta de la Brigada de la Badia de Hudson.